# National Basketball League (Estados Unidos)
A National Basketball League foi uma liga profissional de basquetebol dos Estados Unidos, fundada em 1937. Ela foi fundida com a Basketball Association of America em 1949, formando a National Basketball Association.

## Campeões
| Ano       | Vencedor                   | Vice-campeão               | Jogos |
| --------- | -------------------------- | -------------------------- | ----- |
| 1937–1938 | Akron Goodyear Wingfoots   | Oshkosh All-Stars          | 2-1   |
| 1938–1939 | Akron Firestone Non-Skids  | Oshkosh All-Stars          | 3-2   |
| 1939–1940 | Akron Firestone Non-Skids  | Oshkosh All-Stars          | 3-2   |
| 1940–1941 | Oshkosh All-Stars          | Sheboygan Red Skins        | 3-0   |
| 1941–1942 | Oshkosh All-Stars          | Fort Wayne Zollner Pistons | 2-1   |
| 1942–1943 | Sheboygan Red Skins        | Fort Wayne Zollner Pistons | 2-1   |
| 1943–1944 | Fort Wayne Zollner Pistons | Sheboygan Red Skins        | 3-0   |
| 1944–1945 | Fort Wayne Zollner Pistons | Sheboygan Red Skins        | 3-2   |
| 1945–1946 | Rochester Royals           | Sheboygan Red Skins        | 3-0   |
| 1946–1947 | Chicago American Gears     | Rochester Royals           | 3-2   |
| 1947–1948 | Minneapolis Lakers         | Rochester Royals           | 3-1   |
| 1948–1949 | Anderson Packers           | Oshkosh All-Stars          | 3-0   |

## Clubes
- * - denota um time que atualmente compete pela NBA.
- Akron Firestone Non-Skids (1937–41)
- Akron Goodyear Wingfoots (1937–42)
- Anderson Duffey Packers (1946–49)
- Buffalo Bisons (1937–38)*
- Chicago Bruins (1939–42)
- Chicago Studebaker Flyers (1942–43)
- Chicago American Gears (1944–47)
- Cincinnati Comellos (1937–38)
- Cleveland Chase Brassmen (1943–44)
- Cleveland Allmen Transfers (1944–46)
- Columbus Athletic Supply (1938–39)
- Dayton Metropolitans (1937–38)
- Denver Nuggets (1948–49)
- Detroit Eagles (1939–41)
- Detroit Gems (1946–47)*
- Detroit Vagabond Kings/Dayton Rens (1948–49)
- Flint Dow A.C.'s/Midland Dow A.C.'s (1947–48)
- Fort Wayne General Electrics (1937–38)
- Fort Wayne Zollner Pistons (1941–48)*
- Hammond Ciesar All-Americans (1938–41)
- Hammond Calumet Buccaneers (1948–49)
- Indianapolis Kautskys (1937–48)
- Kankakee Gallagher Trojans (1937–38)
- Minneapolis Lakers (1947–48)*
- Oshkosh All-Stars (1937–49)
- Pittsburgh Pirates (1937–39)
- Pittsburgh Raiders (1944–45)
- Richmond King Clothiers became Cincinnati Comellos (1937–38)
- Rochester Royals (1945–48)*
- Sheboygan Red Skins (1938–49)
- Syracuse Nationals (1946–49)*
- Toledo Jim White Chevrolets (1941–43)
- Toledo Jeeps (1946–48)
- Tri-Cities Blackhawks (1946–49)*
- Warren Penns (1937–38)
- Warren Penns/Cleveland White Horses (1938–39)
- Waterloo Hawks (1948–49)
- Whiting Ciesar All-Americans (1937–38)
- Youngstown Bears (1945–47)